# Psychoda musae
Psychoda musae és una espècie d'insecte dípter pertanyent a la família dels psicòdids que es troba a les illes Filipines (Luzon) i Taiwan.